# Acanthoscurria brocklehursti
Acanthoscurria brocklehursti är en spindelart som beskrevs av F. O. Pickard-Cambridge 1896. Acanthoscurria brocklehursti ingår i släktet Acanthoscurria och familjen fågelspindlar. Inga underarter finns listade i Catalogue of Life.

## Bildgalleri

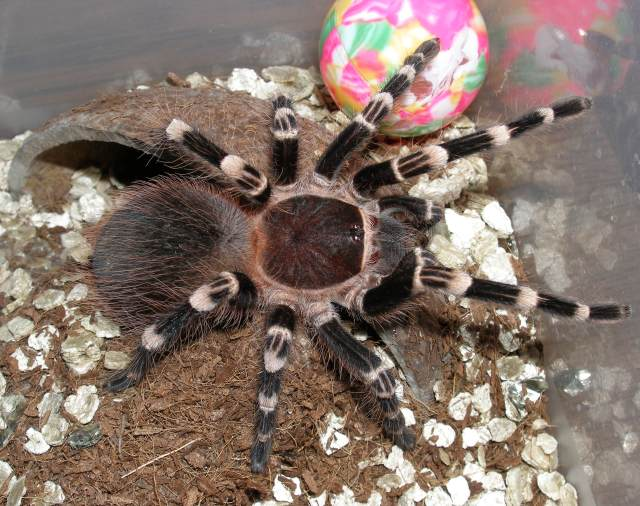